# Dark Pictures Anthology
The Dark Pictures Anthology è una serie di otto avventure grafiche, in stile survival-horror, sviluppate da Supermassive Games e pubblicate da Bandai Namco a partire dal 2019.

## Videogiochi

### Capitoli principali
La prima stagione è iniziata nel 2019 con Man of Medan e si è conclusa nel 2022 con The Devil in Me.
| Stagione | Videogioco      | Data di uscita   | Piattaforme                                            | Nota  |
| -------- | --------------- | ---------------- | ------------------------------------------------------ | ----- |
| 1ª       | Man of Medan    | 30 agosto 2019   | PlayStation 4, Xbox One, Windows, Nintendo Switch      | [ 1 ] |
| 1ª       | Little Hope     | 30 ottobre 2020  | PlayStation 4, Xbox One, Windows, Nintendo Switch      | [ 3 ] |
| 1ª       | House of Ashes  | 22 ottobre 2021  | PlayStation 4, PlayStation 5, Xbox Series X/S, Windows | [ 4 ] |
| 1ª       | The Devil in Me | 18 novembre 2022 | PlayStation 4, PlayStation 5, Xbox Series X/S, Windows | [ 5 ] |
| 2ª       | Directive 8020  | 2025             | PlayStation 4, PlayStation 5, Xbox Series X/S, Windows | [ 6 ] |
| 2ª       | The Craven Man  | TBA              | TBA                                                    | [ 7 ] |
| 2ª       | Intercession    | TBA              | TBA                                                    |       |
| 2ª       | Winterfold      | TBA              | TBA                                                    |       |

### Spin-off
| Videogioco    | Data di uscita | Piattaforma    | Note  |
| ------------- | -------------- | -------------- | ----- |
| Switchback VR | 16 marzo 2023  | PlayStation VR | [ 8 ] |

## Elementi comuni
(Peter Samuels)
Tutti i capitoli della serie sono collegati tramite il personaggio del "curatore", il quale introduce ogni storia da un luogo misterioso e occasionalmente si rivolge al giocatore rompendo la quarta parete.

## Accoglienza
| Testata                         | Versione        | Giudizio |
| ------------------------------- | --------------- | -------- |
| OpenCritic (media al 20·8·2024) | Man of Medan    | 71/100   |
| OpenCritic (media al 20·8·2024) | Little Hope     | 73/100   |
| OpenCritic (media al 20·8·2024) | House of Ashes  | 73/100   |
| OpenCritic (media al 20·8·2024) | The Devil in Me | 72/100   |